# Sana crítica
La sana crítica es la operación intelectual realizada por el juez y destinada a la correcta apreciación del resultado de las pruebas judiciales, realizada con sinceridad y buena fe. Ha sido definida como "la lógica interpretativa y el común sentir de las gentes" y como la combinación de criterios lógicos y de experiencia que debe aplicar el juzgador. En otras palabras, la sana crítica es el método de apreciación de la prueba, donde el juez la valorará de acuerdo a la lógica, las máximas de la experiencia y los conocimientos científicamente afianzados.
Las reglas de la sana crítica no constituyen un sistema probatorio distinto de los que tradicionalmente se han venido reconociendo. Se trata más bien de un instrumento que el juez está obligado lógicamente a utilizar para la valoración de las pruebas en las únicas circunstancias en que se encuentra en condiciones de hacerlo, esto es, cuando la legislación no lo sujeta a un criterio predeterminado. El principio exige que el juez motive y argumente sus decisiones. Dado que se aplica exclusivamente en aquellos casos en los que el legislador ha entregado al juez el poder de valorizar libremente dicho resultado, se opone, en este sentido, al concepto de prueba legal o tasada, donde es la Ley la que fija el valor de la prueba.

## Principios generales
Las reglas de la Sana Crítica como un instrumento legal para la valoración judicial de la prueba ofertada, suponen la existencia de ciertos principios generales que deben guiar al Juzgador en cada caso concreto, a la apreciación de la prueba, excluyendo así la discrecionalidad absoluta del juzgador; por tanto, la Sana Crítica como lo señala la Doctrina, es la unión de las "Reglas del correcto entendimiento humano", siendo éstas: a) la Lógica; b) la Psicología; y c) La experiencia común, las cuales se deben unificar para asegurar el más certero razonamiento decisivo sobre una cuestión sometida a juicio.

## La Lógica
Refiriéndonos a la lógica formal, ésta se aplica a través de los principios que le son propios y que actúan como controles racionales en la decisión judicial conforme a la concepción clásica, los cuales son:
1. Principio de Identidad: Cuando en un juicio el concepto-sujeto es idéntico total o parcialmente al concepto-predicado, el juicio es necesariamente verdadero.
2. Principio de contradicción: Dos juicios opuestos entre sí contradictoriamente, no pueden ambos ser verdaderos.
3. Principio de tercero excluido: Dos juicios opuestos entre sí contradictoriamente, no pueden ambos ser falsos (uno de ellos es verdadero y ningún otro es posible).
4. Principio de razón suficiente: Todo juicio para ser realmente verdadero, necesita tener una razón suficiente que justifique lo que en el juicio se afirma o niega con pretensión de verdad.
Dado que la sana crítica es un sistema de valoración de las pruebas, éstas deberán tener una base legal para ser propuestas, admitidas y practicadas en un proceso legal, es por ello que deben tener también relación con el principio siguiente:
5. Principio de causalidad jurídica: Todo juicio, para ser legalmente válido, necesita tener una base legal o causalidad jurídica que no es sino una norma legal que permita su proposición, admisión y práctica.

Igualmente, ha sido la doctrina la que ha identificado Leyes de la lógica, las cuales se basan sobre la coherencia de los pensamientos y de derivación; en cuanto a la primera, es aquella concordancia o convivencia entre sus elementos, y la segunda ley establece que cada pensamiento proviene de otro con el cual está relacionado.

## La Psicología
Por esta debe entenderse como el elemento interior que preside nuestra vida, desde los actos más simples a los más sublimes, y que se manifiesta en hechos de conocimiento, sentimiento y voluntad, juega un papel muy importante y de la cual el Juez no puede apartarse en la valoración de la prueba.

## La Experiencia Común
Puede mencionarse que la misma comprende las enseñanzas que se adquieren con el uso, la práctica o sólo con el vivir, y que se encuentran en cualquier persona de nivel cultural medio, integrando el sentido común.

## La Valoración
Siendo un sistema de valoración, debemos entender que se trata de una visión en conjunto de toda la carga probatoria de las partes, y que el juzgador deberá ponderar los hechos alegados y las pruebas que los demuestren, siempre atendiendo al razonamiento lógico (ya desarrollado en La Lógica), al criterio humano (la sapiencia entre lo posible, lo imposible, lo real, lo irreal, etc.) y la experiencia humana (sentido común, madurez, etc.).
La sana crítica no es un método que se le impone al órgano jurisdiccional, por el contrario, es una guía para que el juez pueda decidir con elementos coadyuvantes a lo que en el proceso se muestre como real, verosímil, o posible.